# Hirschberg (Turingia)
Hirschberg (pronunciación en alemán: /ˈhɪʁʃˌbɛʁk/ⓘ) es un municipio situado en el distrito de Saale-Orla, en el estado federado de Turingia (Alemania), a una altitud de 450 metros. Su población a finales de 2016 era de unos 2100 habitantes y su densidad poblacional, 90 hab/km².
Se encuentra ubicado a poca distancia al norte de la frontera con los estados de Sajonia y Baviera.

## Historia
La primera mención documentada de la ciudad fue en 1296. El cruce del Saale fue sin duda el motivo de la construcción del castillo y, por tanto, la condición necesaria para el desarrollo de la ciudad de Hirschberg. Del castillo sólo quedan los restos del tocón de la torre. Hirschberg fue mencionado por primera vez en un documento en 1154. En 1232 se menciona a un hombre llamado “Rudegerus von Hirschberg”. Luego comenzaron los cambios de propiedad: en 1296 Rodolfo de Habsburgo adquirió el castillo y lo hipotecó a los Vögte de Plauen. En 1357 los Wettin se convirtieron en los propietarios. En 1359 la corona de Bohemia adquirió la fortaleza. En 1479, el rey Vladislao II de Bohemia concedió los derechos de ciudad. Desde 1480 hasta 1664 el castillo fue propiedad de los señores de Beulwitz, que luego pasaría a manos de Enrique X, de la línea Reuss-Lobenstein, en 1664, la adquirió tras comprar la propiedad y comenzó a reconstruirla. Entre 1680 y 1711 una rama de la familia Reuss, los Reuss-Hirschberg, vivieron en la zona y el castillo sirvió como residencia. Durante este tiempo se construyó un nuevo castillo, que fue ampliado aún más en el año 1825. Hirschberg permaneció como feudo bohemio hasta 1808. A partir de 1920 el castillo sirvió como edificio residencial y administrativo agrícola.
Durante la Segunda Guerra Mundial, 77 trabajadores del Este fueron obligados a realizar trabajos en la fábrica de cuero de Knoch. En abril de 1945, los prisioneros de los campos de concentración que realizaban una marcha de la muerte desde el campo de concentración de Buchenwald al campo de concentración de Flossenbürg fueron conducidos a través del barrio de Sparnberg y el río Saale, porque el puente ya había sido volado. Dos prisioneros fueron asesinados por hombres de las SS y encontraron su lugar de descanso final en el cementerio de Sparnberg. Dos monumentos funerarios conmemoran el acontecimiento.
De 1945 a 1989, Hirschberg fue una ciudad fronteriza en la frontera interior de Alemania (en la zona restringida, separada de Baviera por un muro además de las barreras habituales) y a partir de 1966 recibió el nombre del paso fronterizo en la A 9.